# Ouerre
Ouerre ist eine französische Gemeinde mit 785 Einwohnern (Stand: 1. Januar 2022) im Département Eure-et-Loir in der Region Centre-Val de Loire; sie gehört zum Arrondissement Dreux und zum Kanton Dreux-2.

## Geographie
Ouerre liegt acht Kilometer südöstlich von Dreux. Umgeben wird Ouerre von den Nachbargemeinden La Chapelle-Forainvilliers im Norden, Boutigny-Prouais im Nordosten und Osten, Saint-Laurent-la-Gâtine im Südosten, Croisilles im Süden, Villemeux-sur-Eure im Süden und Südwesten, Charpont im Westen sowie Mézières-en-Drouais im Nordwesten.

## Bevölkerungsentwicklung
| Jahr                       | 1962 | 1968 | 1975 | 1982 | 1990 | 1999 | 2006 | 2012 | 2020 |
| Einwohner                  | 278  | 234  | 242  | 385  | 531  | 589  | 674  | 673  | 751  |
| Quellen: Cassini und INSEE |      |      |      |      |      |      |      |      |      |

## Sehenswürdigkeiten

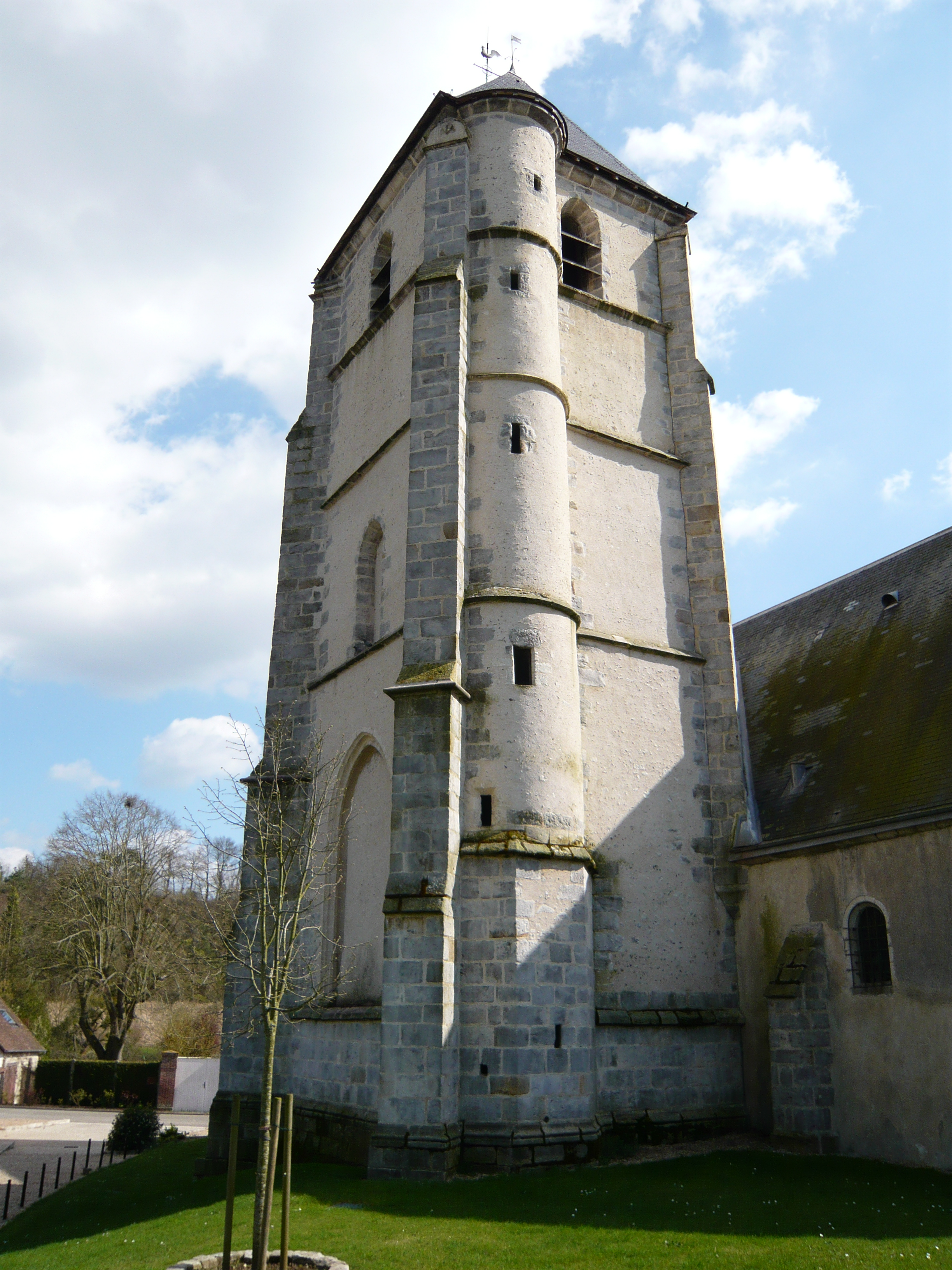
Kirche Saint-Cyr-Sainte-Julitte

- Kirche Saint-Cyr-Sainte-Julitte
- Rathaus